# Parakusis
Die Parakusis bezeichnet eine falsche akustische Wahrnehmung. Es gibt unterschiedliche Formen der Parakusis: 
- Paracusis loci: eine Störung des räumlichen Hörens und die falsche Lokalisation der Schallquelle;
- Paracusis duplicata bzw. Diplakusis, Doppelthören: ein Ton wird mit dem einen Ohr normal, mit dem anderen, erkrankten Ohr höher oder tiefer gehört, z. B. beim Morbus Menière (Menière-Krankheit)
- Paracusis willisii: gesprochene Wörter werden bei gleichzeitigem Lärm durch Ausblendung der Nebengeräusche besser verstanden, z. B. bei Otosklerose;
- Paracusis tonalis

## Geschichte
Die Parakusis wurde 1672 erstmals von Thomas Willis im 14. Kapitel seines Werkes De anima brutorum beschrieben. Nach ihm ist die Paracusis willisii benannt. Erforscht wurde diese Parakusis im 20. Jahrhundert u. a. von Somerville Hastings und Gordon Scarff, die ein Tucker-Audiometer verwendeten. Jüngere Forschungen wurden in Leiden durchgeführt.